# The Dubliners
I The Dubliners sono stati un gruppo irlandese di genere folk, attivo dal 1962 al 2012.
Sicuramente tra i maggiori interpreti del genere folk di stampo irlandese e musica celtica, iniziarono la loro attività nel 1962 e divennero noti per il loro stile semplice ma allo stesso tempo coinvolgente, fatto di sole voci, chitarre e violino. Sono ricordati per la rivisitazione di canzoni popolari irlandesi, tra cui Whiskey in the Jar, Seven Drunken Nights, Rocky Road to Dublin (la cui cover venne utilizzata nella colonna sonora del film del 2009 Sherlock Holmes) e la versione folk rock di The Irish Rover, pubblicata assieme ai The Pogues nel 1987.
La formazione subì vari avvicendamenti nel corso degli anni, anche a causa della morte di alcuni dei componenti.
Il gruppo cessò di esistere nel 2012. In seguito alcuni ex membri continuano a suonare con il nome di "The Dublin Legends" o "The Spirit of the Dubliners".

## Storia

### 1962-1974
Il gruppo si formò nel 1962 e iniziò a farsi conoscere suonando regolarmente nell'O'Donoghue's Pub di Dublino.
Inizialmente erano conosciuti come The Ronnie Drew Ballad Group ed erano formati da Ronnie Drew, Luke Kelly, Ciarán Bourke e Barney McKenna. Poiché non era gradito a Drew il nome venne cambiato presto e venne scelto Dubliners perché proprio in quel periodo Kelly stava leggendo Gente di Dublino (The Dubliners in inglese) di James Joyce. Il gruppo esordì nel 1964 con l'album The Dubliners.

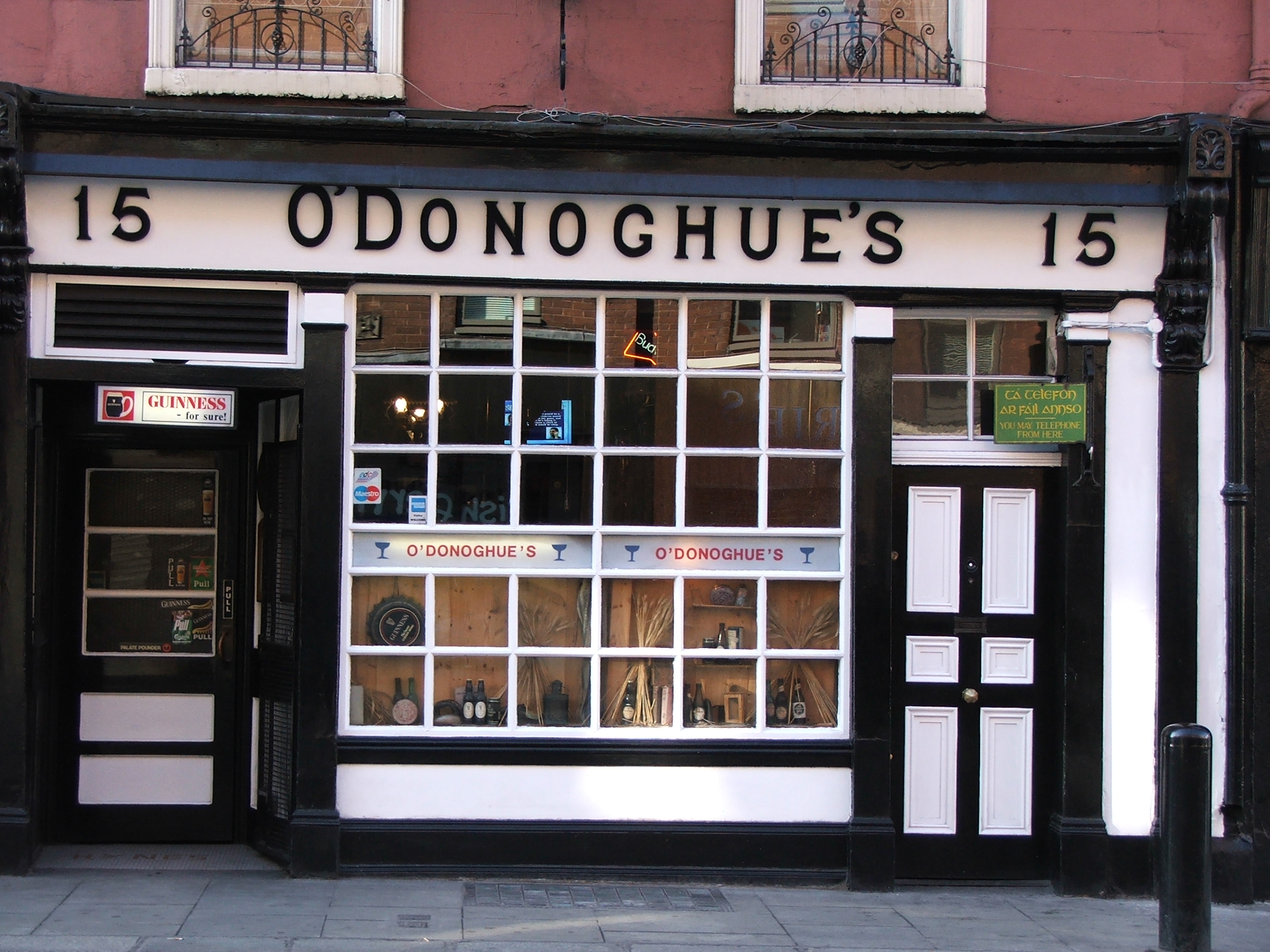
Il pub O'Donoghue's in Merrion Row, Dublino.

Ronnie Drew durante la sua giovinezza fu in Spagna, dove imparò a suonare la chitarra flamenca; per la maggior parte della sua carriera, accompagnò le sue canzoni con una chitarra spagnola. La sua voce particolarissima e inconfondibile è stata paragonata "al suono del coke schiacciato sotto a una porta". Drew lasciò una prima volta il gruppo nel 1974 per passare più tempo con la famiglia e fu sostituito da Jim McCann; tornò cinque anni dopo e rimase col gruppo fino al 1995 (anche se si riunì con la band in occasione del 40º anno di attività), quando fu sostituito da Paddy Reilly. Nel settembre 2006 a Drew venne diagnosticato un tumore alla gola, malattia che ne ha provocato la morte il 16 agosto 2008. Alcuni dei suoi più importanti contributi ai Dubliners sono stati Seven Drunken Nights, la sua interpretazione di Finnegan's Wake e McAlpine's Fusiliers.
Luke Kelly, militante comunista e pacifista convinto, era anche attore (nel 1973 recitò in Jesus Christ Superstar nel ruolo di Erode); suonava il banjo a cinque corde e aveva una voce calda e appassionata. Kelly ha interpretato molte versioni significative di varie canzoni: le tradizionali come Black Velvet Band, Whiskey in the Jar e Home Boys Home; ma anche The Town I Loved So Well di Phil Coulter, al quale fu legato da profonda amicizia, Dirty Old Town di Ewan MacColl, e Raglan Road, il cui testo è del famoso poeta irlandese Patrick Kavanagh. Nel 1980 a Luke Kelly fu diagnosticato un tumore al cervello. Sebbene inizialmente la chemioterapia sembrasse funzionare, in un secondo tempo peggiorò ancora. A causa di questo, il gruppo decise di rimpiazzarlo nel 1982 con Sean Cannon. Kelly comunque andò avanti a cantare fino a due mesi dalla morte (avvenuta il 30 gennaio 1984). Uno dei suoi ultimi concerti, ad Amsterdam nel 1983, fu registrato e pubblicato come album nel 1985 col nome di Live in Carré. Nel 2004 la città di Dublino ha deciso di erigergli una statua in bronzo nell'area pedonale vicino a Grafton Street.
Barney McKenna è stato un talentuoso suonatore di banjo tenore, mandolino e concertina, sebbene non sapesse leggere la musica. Durante i concerti interpretava canzoni marinaresche (nel tempo libero amava navigare) e d'amore, col minimo accompagnamento musicale. È inoltre divenuto famoso per essere un grande narratore di storie. È morto improvvisamente il 5 aprile 2012 nella sua casa di Howth, nei pressi di Dublino.
Ciarán Bourke era un cantante, suonava anche chitarra, tin whistle e armonica a bocca. Parlava fluentemente il gaelico e interpretò canzoni in quella lingua, come Peggy Lettermore e Preab san ol. Nel 1974 ebbe un'emorragia cerebrale, crollando sul palco. In un primo tempo ebbe un miracoloso recupero, ma in seguito ebbe un altro attacco che gli paralizzò la parte sinistra del corpo. Bourke morì il 10 maggio del 1988. La band sperò sempre in un suo ritorno. Infatti non ingaggiarono mai un quinto membro ufficiale per sostituirlo fino alla sua morte.
John Sheahan suona il violino e il mandolino. Proveniente da una famiglia borghese, era l'unico membro della band ad avere una vera istruzione musicale, oltre che a essere astemio. Si unì al gruppo nel 1964, a partire dall'album In Concert, nel corso degli anni contribuì soprattutto con le gighe e i reel strumentali, oltre che con composizioni originali come The Marino Waltz. Ha deciso nel 2014 di ritirarsi dopo cinquant'anni di carriera.
Bobby Lynch si unì al gruppo nel 1964 come sostituto di Luke Kelly, che si trasferì in Inghilterra per un anno. Partecipò al secondo album, In Concert, fino al ritorno di Kelly nel 1965. Morì suicida il 2 ottobre del 1982.
La formazione con Drew, Kelly, Bourke, McKenna e Sheahan è ritenuta dai critici e dai fan quella "classica", durò fino al ritiro di Bourke nel 1974 e all'album Live. I Dubliners trasformarono in modo radicale l'immagine stereotipata e spesso troppo compassata dei musicisti folk: con le loro barbe e capelli lunghi, i loro vestiti informali, la loro simpatia irriverente e uno stile di vita segnato da enormi quantità di alcol, portarono il folk al di fuori dei ristretti circuiti tradizionali rendendolo appetibile soprattutto ai giovani.
A questa formazione si devono album quali: il live Finnegan Wakes (1966), che riflette in modo ironico i fermenti sociali e politici che di lì a poco porteranno alla contestazione giovanile in Europa; A Drop of the Hard Stuff (1967), che contiene il singolo Seven Drunken Nights che sorprendentemente entrò in classifica e fu censurato per il suo contenuto sessualmente esplicito; Revolution (1970), che mostrò un sound più complesso e "adulto" grazie al contributo del compositore Phil Coulter.
Quasi tutte le canzoni dei Dubliners sono tradizionali ma reinterpretate con una verve e un'energia caratteristiche, soprattutto nei ritornelli, che sono molto orecchiabili. La maggior parte delle canzoni sono drinking song che esaltano la birra, il whiskey, l'ambiente del pub, l'allegria e l'amore; non mancano rebel songs sulla lotta irlandese per l'indipendenza (Foggy Dew, God Save Ireland, The Rising of the Moon, A Nation Once Again) e canzoni sull'emigrazione.

### 1974-2012

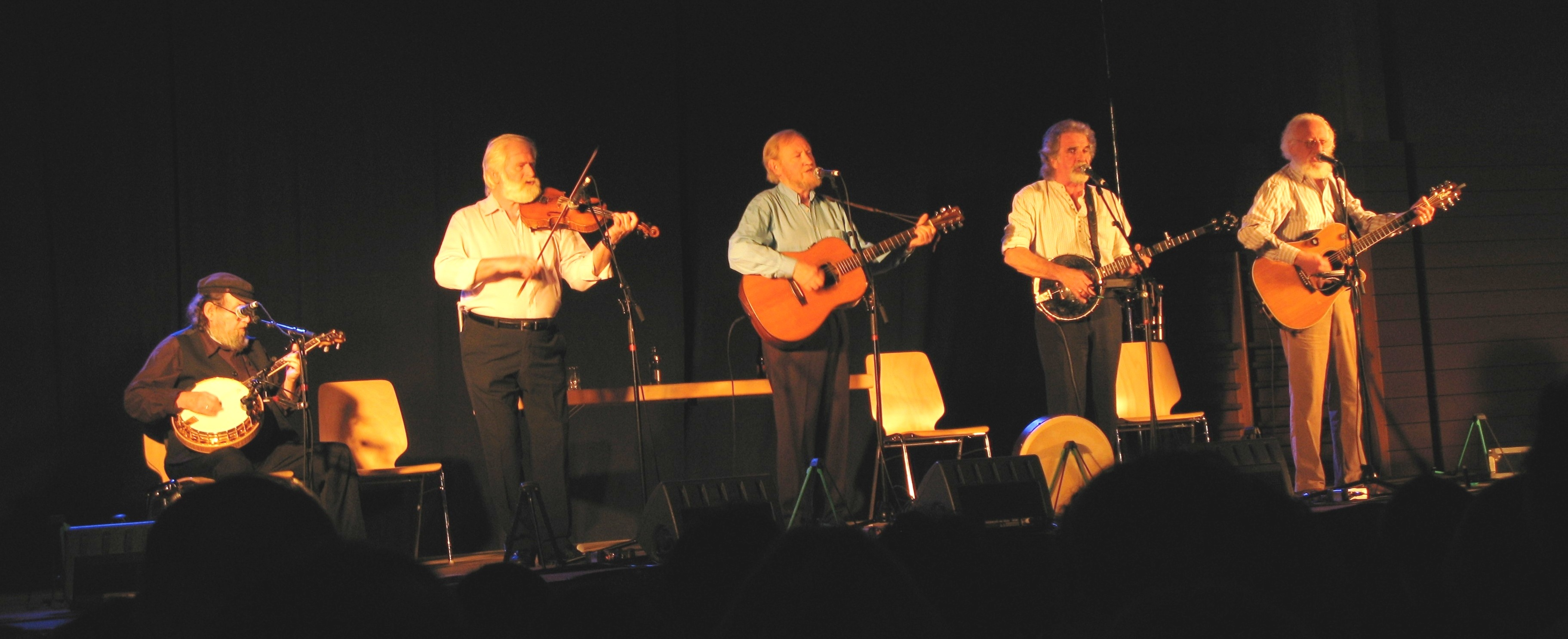
The Dubliners in concerto in Lussemburgo nel 2008

Nel 1974 Ciarán Bourke fu costretto a ritirarsi per i postumi dell'ictus che lo aveva colpito e Ronnie Drew si ritirò per passare più tempo con la famiglia; la band allora proseguì in quattro, dopo aver ingaggiato il cantante e chitarrista Jim McCann (morto il 5 marzo del 2015), di cui rimasero famose le interpretazioni di Carrickfergus e Lord of the Dance.
Nel 1979 Ronnie Drew riprese il suo posto nella band e McCann ne uscì; nel 1983 fu ingaggiato il cantante e chitarrista Sean Cannon (nato a Galway nel 1940) per sostenere ed eventualmente sostituire Luke Kelly, che a causa della malattia non era sempre in grado di esibirsi.
Nel 1988 il gruppo tornò a essere costituito da cinque membri con l'ingresso del chitarrista Eamon Campbell; nel 1995 Ronnie Drew lasciò definitivamente il gruppo e fu rimpiazzato dal cantante e chitarrista Paddy Reilly, che rimase famoso soprattutto per la sua interpretazione di The Fields of Athenry. Infine, nel 2005 Paddy Reilly lasciò il posto a Patsy Watchorn (voce, chitarra, bodhrán), proveniente dai Dublin City Ramblers. Ormai della formazione originaria erano rimasti solo McKenna e Sheahan.
Alla morte di McKenna nel 2012, entrò nel gruppo il talentuoso suonatore di banjo Gerry O'Connor, ma pochi mesi dopo, a ottobre, John Sheahan annunciò la sua intenzione di lasciare il gruppo al termine del tour che celebrava i 50 anni di attività. A questo punto i Dubliners si sciolsero; i restanti membri (Sean Cannon, Eamonn Campbell, Patsy Watchorn e Gerry O'Connor) continuano a esibirsi con il nome di "The Dublin Legends" o "The Spirit of the Dubliners".

## Formazione
- Ronnie Drew – voce, chitarra (1962-1974; 1979-1995)
- Luke Kelly – voce, banjo (1962-1984)
- Ciarán Bourke – voce, chitarra, tin whistle, armonica (1962-1974)
- Barney McKenna – banjo tenore, mandolino, fisarmonica diatonica, voce (1962-2012)
- John Sheahan – violino, mandolino, tin whistle (1964-2012)
- Bobby Lynch – voce, chitarra (1964-1965)
- Jim McCann – voce, chitarra (1974-1979)
- Sean Cannon – voce, chitarra (1982-2012)
- Eamonn Campbell – chitarra, mandolino (1987-2012)
- Paddy Reilly – voce, chitarra (1995-2005)
- Patsy Watchorn – voce, banjo, bodhrán (2005-2012)

### Cronologia
- 1962-1964: Ronnie Drew, Luke Kelly, Barney McKenna, Ciarán Bourke.
- 1964-1965: Ronnie Drew, Barney McKenna, Ciarán Bourke, Bobby Lynch, John Sheahan.
- 1965-1974: Ronnie Drew, Luke Kelly, Barney McKenna, Ciarán Bourke, John Sheahan.
- 1974-1979: Luke Kelly, Barney McKenna, John Sheahan, Jim McCann.
- 1979-1983: Ronnie Drew, Luke Kelly, Barney McKenna, John Sheahan.
- 1983-1988: Ronnie Drew, Barney McKenna, John Sheahan, Seán Cannon.
- 1988-1995: Ronnie Drew, Barney McKenna, John Sheahan, Seán Cannon, Eamonn Campbell.
- 1996-2005: Barney McKenna, John Sheahan, Seán Cannon, Eamonn Campbell, Paddy Reilly.
- 2005-2012: Barney McKenna, John Sheahan, Seán Cannon, Eamonn Campbell, Patsy Watchorn.
- 2012: John Sheahan, Seán Cannon, Eamonn Campbell, Patsy Watchorn, Gerry O’Connor.
- Novembre 2012: Seán Cannon, Eamonn Campbell, Patsy Watchorn, Gerry O'Connor (con il nome di "The Dublin Legends").

## Discografia (parziale)

### Album originali
- 1964 – The Dubliners with Luke Kelly
- 1965 – In Concert
- 1966 – Finnegan Wakes
- 1967 – A Drop of the Hard Stuff (alias Seven Drunken Nights)
- 1967 – More of the Hard Stuff
- 1968 – Drinkin' and Courtin' (alias I Know My Love)
- 1968 – At It Again! (alias Seven Deadly Sins)
- 1969 – Live at the Royal Albert Hall
- 1969 – At Home with The Dubliners
- 1970 – Revolution
- 1972 – Hometown!
- 1972 – Double Dubliners (alias Alive And Well)
- 1973 – Plain and Simple
- 1974 – The Dubliners Live
- 1975 – Now
- 1976 – A Parcel of Rogues
- 1977 – Live at Montreux
- 1977 – 15 Years On (reassembling)
- 1979 – Together Again
- 1983 – 21 Years On (reassembling)
- 1983 – Prodigal Sons
- 1985 – Live in Carré
- 1987 – 25 Years Celebration (reassembling)
- 1988 – Dubliner's Dublin
- 1992 – 30 Years A-Greying (reassembling)
- 1996 – Further Along
- 1997 – Alive Alive-O
- 2002 – 40 Years (half reassembling)
- 2002 – Live from the Gaiety
- 2006 – Live at Vicar Street
- 2009 – A Time to Remember

### Compilation
- 1969 – It's The Dubliners
- 1969 – A Drop of The Dubliners
- 1977 – Home, Boys, Home
- 1978 – 20 Original Greatest Hits
- 1979 – The Dubliners Collection
- 1981 – 20 Original Greatest Hits Volume 2
- 1981 – 18 Original Greatest Hits Volume 3
- 1992 – Off to Dublin Green
- 1993 – Original Dubliners
- 1995 – Milestones
- 1997 – The Definitive Transatlantic Collection
- 1998 – At Their Best
- 1998 – Ageless Classics - The Transatlantic Years Revisited
- 2000 – Collection (reassembling)
- 2000 – Definitive Dubliners
- 2002 – The Best of The Dubliners
- 2002 – The Transatlantic Anthology
- 2003 – Spirit of the Irish
- 2006 – The Dubliners Collection (reassembling)
- 2006 – Too Late to Stop Now: The Very Best of The Dubliners
- 2009 – The Very Best of: The Dubliners

## In altri media
Nel 2009 la loro versione di Rocky Road to Dublin è stata utilizzata nel film Sherlock Holmes diretto da Guy Ritchie.
Il loro brano On Raglan Road è stato utilizzato nel film In Bruges - La coscienza dell'assassino diretto da Martin McDonagh.